# Daníž
Daníž (německy Danischbach nebo Deinisch) je říčka tekoucí okresem Znojmo v Jihomoravském kraji, nedaleko hranic s Rakouskem. Délka toku je 25,4 km a povodí má plochu 117,5 km². Je to pravý přítok Dyje.

## Průběh toku
Pramen se nachází v nadmořské výšce 385 metrů, přesně na rakousko-české hranici. Prvních několik km toku vede zalesněným nejjižnějším výběžkem Národního parku Podyjí, pak vtéká do polní zemědělské krajiny Dyjsko-svrateckého úvalu. Největším přítokem je zprava Luční potok (pramení v Rakousku) a zleva Vrbovecký potok.
Protéká obcemi Hnanice, Šatov, Chvalovice, Dyjákovičky, jižně okolo Strachotic a Slupi, a nakonec Jaroslavicemi, pod nimiž ústí do Mlýnské strouhy (náhonu Dyje).

## Historie
Údolím Daníže původně tekla řeka Dyje v úseku od dnešního meandru Šobes, než si zde prorazila nové koryto směrem k dnešnímu Znojmu.
Od středověku se povodí Daníže nacházelo na moravsko-rakouském pomezí, hranice se nakonec ustálila jižně od toku. Jako obyvatelé zde nicméně postupně převládli Němci, kteří zde tvořili drtivou většinu obyvatel až do odsunu po roce 1945. Vždy se jednalo o málo zalidněnou venkovskou krajinu.